# Byttneria palustris
Byttneria palustris är en malvaväxtart som beskrevs av C.L. Cristobal. Byttneria palustris ingår i släktet Byttneria och familjen malvaväxter. Inga underarter finns listade i Catalogue of Life.